# Lijst van burgemeesters van Chicago
Lijst van burgemeesters van de Amerikaanse stad Chicago in de staat Illinois.

## Burgemeesters van Chicago (1931–heden)
| Nr.   | Burgemeester van Chicago Mayor of Chicago | Burgemeester van Chicago Mayor of Chicago | Burgemeester van Chicago Mayor of Chicago | Ambtstermijn     | Ambtstermijn     | Partij(en) | Verkiezing(en) |
| ----- | ----------------------------------------- | ----------------------------------------- | ----------------------------------------- | ---------------- | ---------------- | ---------- | -------------- |
| 44    |                                           | Anton Cermak                              | Anton Cermak (1873–1933)                  | 10 april 1931    | 6 maart 1933     | D          | 1931           |
| 45    |                                           | Frank Corr                                | Frank Corr (1877–1934)                    | 6 maart 1933     | 8 april 1933     | D          | 1931           |
| 46    |                                           | Edward Joseph Kelly                       | Edward Joseph Kelly (1876–1950)           | 8 april 1933     | 15 april 1947    | D          | 1931           |
| 46    | 1935                                      | Edward Joseph Kelly                       | Edward Joseph Kelly (1876–1950)           | 8 april 1933     | 15 april 1947    | D          |                |
| 46    | 1939                                      | Edward Joseph Kelly                       | Edward Joseph Kelly (1876–1950)           | 8 april 1933     | 15 april 1947    | D          |                |
| 46    | 1943                                      | Edward Joseph Kelly                       | Edward Joseph Kelly (1876–1950)           | 8 april 1933     | 15 april 1947    | D          |                |
| 47    |                                           | Martin H. Kennelly                        | Martin Kennelly (1887–1961)               | 15 april 1947    | 20 april 1955    | D          | 1947           |
| 47    | 1951                                      | Martin H. Kennelly                        | Martin Kennelly (1887–1961)               | 15 april 1947    | 20 april 1955    | D          |                |
| 48    |                                           | Richard Joseph Daley                      | Richard Joseph Daley (1902–1976)          | 20 april 1955    | 20 december 1976 | D          | 1955           |
| 48    | 1959                                      | Richard Joseph Daley                      | Richard Joseph Daley (1902–1976)          | 20 april 1955    | 20 december 1976 | D          |                |
| 48    | 1963                                      | Richard Joseph Daley                      | Richard Joseph Daley (1902–1976)          | 20 april 1955    | 20 december 1976 | D          |                |
| 48    | 1967                                      | Richard Joseph Daley                      | Richard Joseph Daley (1902–1976)          | 20 april 1955    | 20 december 1976 | D          |                |
| 48    | 1971                                      | Richard Joseph Daley                      | Richard Joseph Daley (1902–1976)          | 20 april 1955    | 20 december 1976 | D          |                |
| 48    | 1975                                      | Richard Joseph Daley                      | Richard Joseph Daley (1902–1976)          | 20 april 1955    | 20 december 1976 | D          |                |
| [ 2 ] |                                           | Michael Bilandic                          | Michael Bilandic (1923–2002)              | 20 december 1976 | 22 juni 1977     | D          |                |
| 49    | 22 juni 1977                              | Michael Bilandic                          | Michael Bilandic (1923–2002)              | 16 april 1979    | 1977             | D          |                |
| 50    |                                           | Jane Byrne                                | Jane Byrne (1933–2014)                    | 16 april 1979    | 29 april 1983    | D          | 1979           |
| 51    |                                           | Harold Washington                         | Harold Washington (1922–1987)             | 29 april 1983    | 25 november 1987 | D          | 1983           |
| 51    | 1987                                      | Harold Washington                         | Harold Washington (1922–1987)             | 29 april 1983    | 25 november 1987 | D          |                |
| 52    |                                           | David Orr                                 | David Orr (1944)                          | 25 november 1987 | 1 december 1987  | D          |                |
| 53    |                                           | Eugene Sawyer                             | Eugene Sawyer (1934–2008)                 | 1 december 1987  | 24 april 1989    | D          |                |
| 54    |                                           | Richard Michael Daley                     | Richard Michael Daley (1942)              | 24 april 1989    | 16 mei 2011      | D          | 1989           |
| 54    | 1992                                      | Richard Michael Daley                     | Richard Michael Daley (1942)              | 24 april 1989    | 16 mei 2011      | D          |                |
| 54    | 1995                                      | Richard Michael Daley                     | Richard Michael Daley (1942)              | 24 april 1989    | 16 mei 2011      | D          |                |
| 54    | 1999                                      | Richard Michael Daley                     | Richard Michael Daley (1942)              | 24 april 1989    | 16 mei 2011      | D          |                |
| 54    | 2003                                      | Richard Michael Daley                     | Richard Michael Daley (1942)              | 24 april 1989    | 16 mei 2011      | D          |                |
| 54    | 2007                                      | Richard Michael Daley                     | Richard Michael Daley (1942)              | 24 april 1989    | 16 mei 2011      | D          |                |
| 55    |                                           | Rahm Emanuel                              | Rahm Emanuel (1959)                       | 16 mei 2011      | 20 mei 2019      | D          | 2011           |
| 55    | 2015                                      | Rahm Emanuel                              | Rahm Emanuel (1959)                       | 16 mei 2011      | 20 mei 2019      | D          |                |
| 56    |                                           | Lori Lightfoot                            | Lori Lightfoot (1962)                     | 20 mei 2019      | 15 mei 2023      | D          | 2019           |
| 57    |                                           | Brandon Johnson                           | Brandon Johnson (1976)                    | 15 mei 2023      | heden            | D          | 2023           |